# William Colbeck
William Colbeck (8 août 1871 - 1930) est un marin britannique qui s'est distingué à deux expéditions en Antarctique. 
Formé à la Hull Grammar School, Colbeck servit dans la marine marchande comme apprenti entre 1886 et 1890, obtenant son certificat de matelot en 1890, de second capitaine en 1892, de capitaine en 1894 et un autre en 1897. Il a ensuite reçu une commission de la réserve de la Royal Navy en 1898. La même année, il a été invité par le norvégien Carsten Borchgrevink à se joindre à l'expédition Southern Cross dans l'Antarctique. Ce fut la première expédition à hiverner sur le continent Antarctique.
Après son retour en Angleterre en 1900, Colbeck retourna vers le sud, cette fois aux commandes du navire de secours SY Morning envoyé au début de l'année 1903 pour le réapprovisionnement le navire RRS Discovery du capitaine Robert Falcon Scott, piégé dans la glace du détroit de McMurdo en Antarctique.
Par la suite, Colbeck n'a plus vu l'Antarctique, mais son travail est commémoré par le cap Colbeck sur la Terre du Roi-Édouard-VII.